# Maximilian Dormitzer

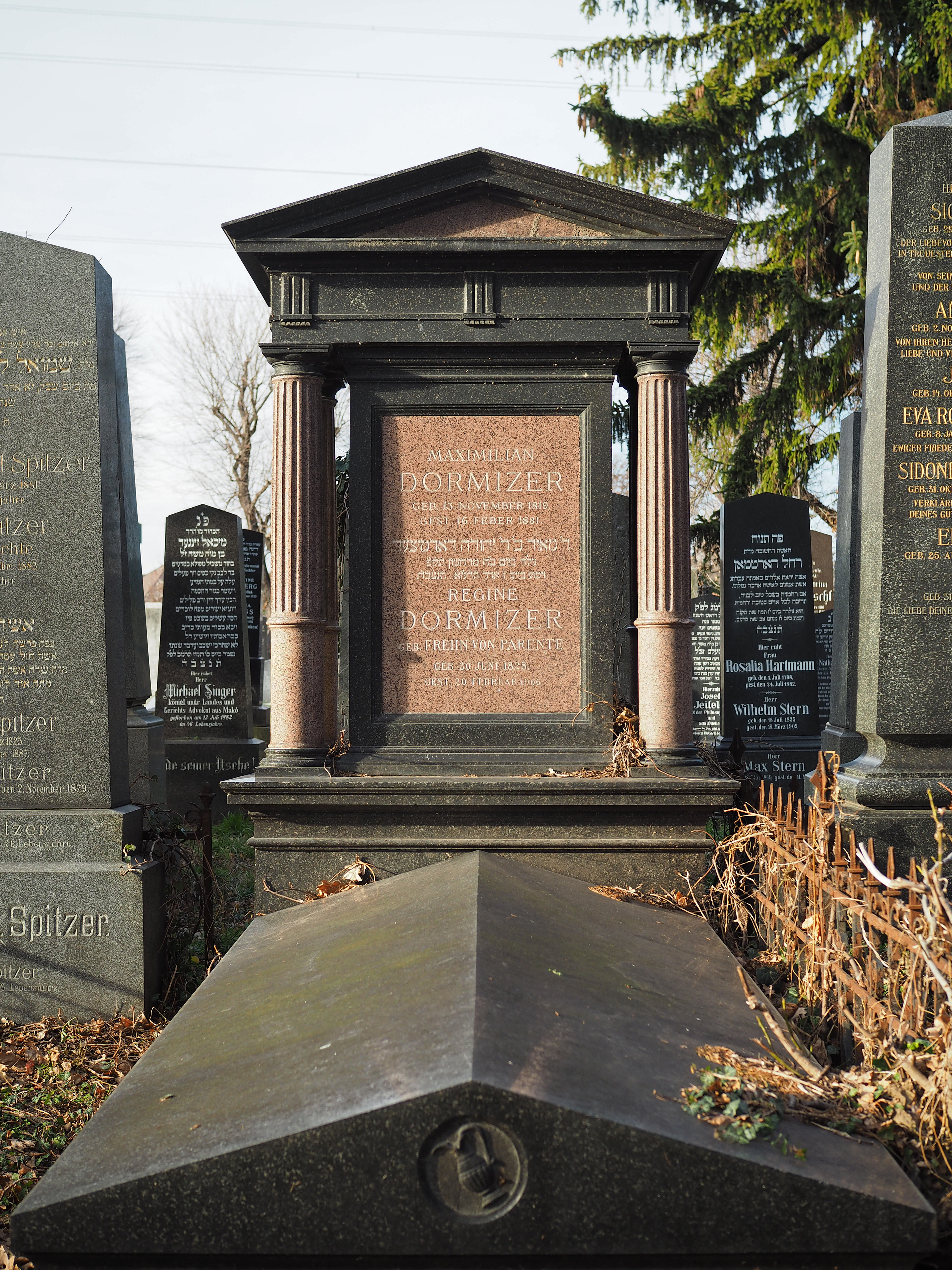
Hrob Maximiliána Dormizera (1819, Praha – 1881, Merano), výrobce textilu, politik, prezident obchodní komory v Praze a jeho manželka Regine (rozená baronka Parente; 1828, Trieste – 1906, Graz) ve staré Židovské části vídeňského ústředního hřbitova (6/1/6)

Maximilian Dormitzer, též Max Dormitzer nebo Maximilian Moses Dormitzer (11. listopadu 1819 Praha – 16. února 1881 Merano), byl rakouský a český podnikatel a politik německé národnosti, v 2. polovině 19. století poslanec Českého zemského sněmu a Říšské rady.

## Biografie
Narodil se v Praze (Na Příkopě 22) jako čtvrté ze šesti dětí pražského majitele kartounky a obchodníka s bavlnou Leopolda Dormitzera (1790–1851) a jeho ženy Barbory rozené Jerusalem, řečené Babette (1798–1873). Dne 12. února 1861 se v Praze oženil s Reginou de Parente (1829–1906), původem z Terstu. Jejich manželství zůstalo bezdětné.
Profesně působil jako podnikatel v textilním průmyslu a továrník. Koncem 60. let 19. století zastával funkci prezidenta Obchodní a živnostenské komory v Praze. Uvádí se jako majitel továrny na kartouny. Zasedal v pražském obecním zastupitelstvu. V roce 1872 zakoupil nemovitosti v Lázních Bělohrad. Zasadil se zde pak o výstavbu lázeňského komplexu a rozvoj turistiky. Byl židovského původu.
V 60. letech 19. století se zapojil do zemské politiky. V zemských volbách v březnu 1867 byl zvolen na Český zemský sněm za kurii obchodních a živnostenských komor (obvod Praha). Jeho volba byla zpochybněna, předána k posouzení, pak potvrzena. Rezignoval před zářím 1869, ale do sněmu byl znovu zvolen v září 1869. Zvolen byl i v řádných volbách roku 1870 a mandát obhájil ve volbách roku 1872.
Zasedal také v Říšské radě (celostátní zákonodárný sbor), kam ho vyslal zemský sněm poprvé roku 1872 (tehdy ještě Říšská rada nevolena přímo, ale tvořena delegáty jednotlivých zemských sněmů). Dne 16. května 1872 složil poslanecký slib. Uspěl i v prvních přímých volbách do Říšské rady roku 1873, kdy byl zvolen za kurii obchodních a živnostenských komor, obvod Praha. Mandát obhájil za týž obvod i ve volbách do Říšské rady roku 1879. Jeho rezignace na poslanecký mandát byla oznámena na schůzi 30. listopadu 1880. Na Říšské radě se v říjnu 1879 uvádí jako člen staroněmeckého Klubu liberálů (Club der Liberalen).
Věnoval se sběratelství uměleckého řemesla a dobročinnosti. Jako mecenáš podpořil zejména Uměleckoprůmyslové museum v Praze (odkazem starožitností), a Zemské muzeum v Praze, kam stejně jako jeho otec přispíval finančně a dary starožitností.
Zemřel 16. února 1881 v Meranu. Byl pohřben o čtyři dny později v židovské části vídeňského ústředního hřbitova.